# Jinmenken
Le Jinmenken (人面犬, "Chien à visage humain"), est une créature issue des légendes urbaines japonaises, capable de comprendre et parler le langage humain et capable de parler aux morts,.

## Description
Cette créature est représentée avec un corps de chien et seule la partie la plus en avant de sa tête représente une tête humaine.
Certaines représentations contemporaines présentes dans le divertissement populaire comme au cinéma le font avec des oreilles canines, mais les premières représentations lui donnaient des oreilles humaines.
Il est capable de courir extrêmement vite, il peut causer des malédictions s'il est dépassé en voiture. Des rumeurs parlent d'individus qui auraient fait des bonds de six mètres de hauteur,.
Ils erreraient la nuit dans les rues ou aux abords des routes. Très grincheux, ils ne veulent déranger personne. Ils parlent rarement et se contentent de marmonner souvent seuls dans leur coin. Si un être humain s'approche d'eux, ils demandent de les laisser seuls, et s'ils tentent de leur adresser la parole, ils se retourneront pour les insulter avant de s'enfuir.
Selon la catégorie de personne qu'ils ont en face, ils peuvent également faire des reproches.
Ils sont extrêmement jaloux du bonheur des autres, et leur arrive parfois d'insulter des couples lorsqu'il en voit.
Certaines rumeurs racontent que des humains mordus par des jimenken se changent également en cette créature.
Ils sont considérés comme des porte-malheurs ambulants, souvent eux-mêmes malmenés par les accidents et les catastrophes, tantôt climatiques, tantôt humains.

## Histoire
Tout au long de l'ère Edo, des histoires autour de chiens à visage humain auraient déjà circulé auprès de la population. Un livre intitulé gaidanbunbunshūyo (街談文々集要) publié en 1810, parle d'un chiot né avec un visage humain.
Selon le livre Wagoromo (我衣) de Kato Hikioan, un autre écrivain de l'époque Edo et fonctionnaire du clan Mito, le 29 avril 1819, un chiot né près de Nihonbashi aurait eu un visage humain. Il aurait été connu dans tout Edo, attirant des foules de curieux. D'après ce que Hikioan a entendu des spectateurs, il avait un visage de singe. Et selon un kawaraban, ses jambes avant étaient des jambes humaines
Mais ce n'est vraiment qu'à partir de la fin des années 80, dans les milieux scolaires, chez les enfants de fin de primaire jusqu'au milieu du collège, que les rumeurs autour de cette créature ont commencé à se répandre.
Selon une légende urbaine, un certain folkloriste appelé Toshitaro Yamaguchi, aurait possédé un chien, puis été changé en jinmenken à la suite de son suicide causé par un licenciement.

## Culture populaire
- Dans la franchise cross-média Yo-kai Watch, où il est désigné en français sous le nom de Corniot[10].